# 원대규
원대규(元大圭, 1857년 음력 8월 18일 ~ ?)는 대한제국과 일제강점기 초기의 관료이다. 본관은 원주이다.

## 생애
가정에서 한학을 공부하였다. 1902년에 내부 소속의 의료 기관인 광제원의 임시위원에 임명되면서 대한제국 말기에 관리로 일했다.
1903년에는 판임관 6등의 내부 주사가 되었고, 조선 헌종의 계비 명헌태후가 사망했을 때 장례 의식을 거행하는 데 참여하였다. 내부에서 계속 근무하며 1907년에 서기랑에 오르고, 1908년에는 충청북도 사무관으로 재임했다.
1910년에 한일 병합 조약에 체결되면서 조선총독부 소속으로 이동되어 충청북도 영춘군 군수로 발령받았다. 이후 진천군 군수를 지냈으며, 충청북도 지방토지조사위원회의 임시위원을 겸임하기도 했다. 진천군수이던 1916년을 기준으로 종7위에 서위되어 있었다.
퇴관한 뒤에는 유교 계열에서 활동한 기록이 있다. 3·1 운동 이후 전방위적인 동화 정책이 추진되면서 1922년 경에는 친일 성격의 군소 유림단체가 속속 설립되었다. 이때 원대규도 유림의 풍화를 진흥한다는 목적으로 종묘 인근에서 창립된 한 단체의 강사로 참여했다.
2008년 공개된 민족문제연구소의 친일인명사전 수록예정자 명단의 관료 부문에 포함되었다.

## 참고자료
- 원대규(元大圭) - 국사편찬위원회